# UFC 1
The Ultimate Fighting Championship, después renombrado como  UFC 1: The Beginning, fue el primer evento de artes marciales mixtas (MMA) producido por Ultimate Fighting Championship (UFC). Tuvo lugar el 12 de noviembre de 1993 desde el McNichols Sports Arena en Denver, Colorado.

## Historia
UFC 1 fue un torneo entre ocho luchadores, donde el ganador recibía el premio de 50 000 dólares. En este torneo no existían las categorías ni límite de pesos. Las peleas eran de un solo asalto sin límite de tiempo; por lo tanto no eran necesarios los jueces. Los competidores podrían ganar solo por rendición, nocaut o lanzando la toalla.
A pesar de ser promocionada como «sin reglas», sí existían limitaciones de lo que los luchadores podían hacer, incluyendo no morder o picar los ojos. Royce Gracie ganó el torneo al derrotar a Gerard Gordeau por vía rendición (mataleón). Los árbitros para el UFC 1 fueron Joao Alberto Barreto y Helio Vigio, dos árbitros veteranos de eventos vale todo en Brasil.
El equipo comentarista para el pago por evento fue formado por Bill Wallace, Kathy Long y Jim Brown, con el análisis adicional por parte de Rod Machado.

## Desarrollo
|  | Cuartos de final | Cuartos de final | Cuartos de final |              |                | Semifinales    | Semifinales | Semifinales |  |                | Finales        | Finales | Finales |  |
|  |                  |                  |                  |              |                |                |             |             |  |                |                |         |         |  |
|  |                  |                  |                  |              |                |                |             |             |  |                |                |         |         |  |
|  | Gerard Gordeau   | Gerard Gordeau   | TKO              |              |                |                |             |             |  |                |                |         |         |  |
|  | Gerard Gordeau   | Gerard Gordeau   | TKO              |              |                |                |             |             |  |                |                |         |         |  |
|  | Teila Tuli       | Teila Tuli       | 0:26             |              |                |                |             |             |  |                |                |         |         |  |
|  | Teila Tuli       | Teila Tuli       | 0:26             |              | Gerard Gordeau | Gerard Gordeau | TKO         |             |  |                |                |         |         |  |
|  |                  |                  |                  |              | Gerard Gordeau | Gerard Gordeau | TKO         |             |  |                |                |         |         |  |
|  |                  |                  | Kevin Rosier     | Kevin Rosier | 0:59           |                |             |             |  |                |                |         |         |  |
|  | Kevin Rosier     | Kevin Rosier     | Kevin Rosier     | Kevin Rosier | 0:59           | TKO            |             |             |  |                |                |         |         |  |
|  | Kevin Rosier     | Kevin Rosier     |                  |              |                |                |             |             |  |                |                |         |         |  |
|  | Zane Frazier     | Zane Frazier     | 4:20             |              |                |                |             |             |  |                |                |         |         |  |
|  | Zane Frazier     | Zane Frazier     | 4:20             |              |                |                |             |             |  | Gerard Gordeau | Gerard Gordeau | 1:44    |         |  |
|  |                  |                  |                  |              |                |                |             |             |  | Gerard Gordeau | Gerard Gordeau | 1:44    |         |  |
|  |                  |                  | Royce Gracie     | Royce Gracie | SUM            |                |             |             |  |                |                |         |         |  |
|  | Royce Gracie     | Royce Gracie     | Royce Gracie     | Royce Gracie | SUM            | SUM            |             |             |  |                |                |         |         |  |
|  | Royce Gracie     | Royce Gracie     |                  |              |                |                |             |             |  |                |                |         |         |  |
|  | Art Jimmerson    | Art Jimmerson    | 2:18             |              |                |                |             |             |  |                |                |         |         |  |
|  | Art Jimmerson    | Art Jimmerson    | 2:18             |              | Royce Gracie   | Royce Gracie   | SUM         |             |  |                |                |         |         |  |
|  |                  |                  |                  |              | Royce Gracie   | Royce Gracie   | SUM         |             |  |                |                |         |         |  |
|  |                  |                  | Ken Shamrock     | Ken Shamrock | 0:57           |                |             |             |  |                |                |         |         |  |
|  | Ken Shamrock     | Ken Shamrock     | Ken Shamrock     | Ken Shamrock | 0:57           | SUM            |             |             |  |                |                |         |         |  |
|  | Ken Shamrock     | Ken Shamrock     |                  |              |                |                |             |             |  |                |                |         |         |  |
|  | Patrick Smith    | Patrick Smith    | 1:49             |              |                |                |             |             |  |                |                |         |         |  |
|  | Patrick Smith    | Patrick Smith    | 1:49             |              |                |                |             |             |  |                |                |         |         |  |
|  |                  |                  |                  |              |                |                |             |             |  |                |                |         |         |  |